# Autopista del Sur de Gran Canaria
La autopista del Sur de Gran Canaria o GC-1 inicia su recorrido en Las Palmas de Gran Canaria y finaliza en el municipio de Mogán. Es un eje de comunicación entre la capital de Gran Canaria y las poblaciones del este y sur de la isla.
Esta vía soporta un tráfico de entre 100.000 y 135.000 vehículos en el tramo Avenida Marítima de Las Palmas de Gran Canaria-Jinámar, y un tráfico de más de 80.000 vehículos desde el polígono de Salinetas hasta Maspalomas. Se trata de la vía rápida más importante de la isla.
En la salida 50 (27°45′23.44″N 15°37′0.98″O / 27.7565111, -15.6169389) de esta autopista se encuentra el que es, seguramente, el punto de autopista más al sur de toda Europa. A pesar de que se utiliza la coletilla geográfica para el nombre oficial de la autopista «del Sur», esto es así para diferenciarla de la Autovía del Norte de Gran Canaria, y no porque haya dos autopistas en la isla.

## Historia
La autopista del Sur de Gran Canaria  GC-1  es un proyecto que nace a partir de la década de 1950. El desarrollo agrícola del sureste de Gran Canaria y el posterior desarrollo del turismo en el sur habían motivado el desarrollo de planes para conectar la ciudad de Las Palmas de G.C. con el Aeropuerto y con Maspalomas por la costa, ya que la antigua carretera al sur desde Las Palmas de G.C. era hacia el interior conectando Telde, Ingenio, Agüimes y Santa Lucía de Tirajana (actual  GC-100 ). El primer tramo que formaría parte de la futura autovía la constituiría una carretera de una vía por sentido, construida en 1964 y que unía la actual  3 (Marzagán yMercalaspalmas) con el Aeropuerto, pasando por el Cruce de Melenara. Desde el Aeropuerto, la nueva carretera se adheriría con la antigua Carretera General del Sur (Las actuales  GC-500  y  GC-191 ) que conecta esta infraestructura con Mogán, atravesando los núcleos urbanos de Carrizal, Cruce de Arinaga y Vecindario.
A principios de la década de 1970, el desarrollo incesante del turismo y el aumento del número de vehículos, sumado al crecimiento de núcleos urbanos como Vecindario, urgen la construcción de una autopista hacia Maspalomas. La complejidad del proyecto y la falta de recursos hace que el proyecto se divida en dos tramos: el primero, entre Las Palmas de G.C. y el Aeropuerto, y el Segundo, entre el Aeropuerto y el Aeródromo de El Berriel (Próximo a San Agustín). El primer tramo consistiría en el desdoblado de la carretera construida en los años 1960, mientras que para el segundo habría que construir dos nuevas calzadas, de dos vías por sentido, que circunvalarían el Cruce de Arinaga y Vecindario. El primer tramo fue inaugurado en 1975, mientras que el segundo no sería inaugurado hasta 1980 ( 37).
En 1986 se aprobó desdoblar la carretera  GC-500  desde Bahía Feliz hacia El Tablero, pero al año siguiente se proyectó la expansión de la autopista desde San Agustín hacia Pasito Blanco ( 50), distanciándose de los núcleos turísticos. Esta obra se inauguró en 1990, y al año siguiente se empezó a construir la extensión de la autopista hacia Arguineguin ( 56), abriéndose en 1993. En esta misma década se abrió un tercer carril desde Las Palmas de G.C. hacia Carrizal (1994) y se alivió el tráfico en la altura de la Playa de la Laja con la apertura del nuevo túnel en 1999 (solo en sentido sur). En la década de los 2000 se hicieron nuevas obras en la Autopista del Sur: en 2003 se inauguró la  GC-3 , lo que reduciría el tráfico de la zona costera de la ciudad desviándolo al interior, y ese mismo año se abrió el trayecto entre Arguineguin y Tauro ( 62). En 2006 se empezó a abrir el tercer carril de la autopista entre Carrizal y la  46 a Maspalomas. La última ampliación de la autopista no tendría lugar hasta 2013, con la apertura del tramo entre Tauro y Puerto de Mogán.

### Resumen de los tramos (Sentido Norte-Sur)
| Origen             | Destino            | Inauguración                                                                                            |
| ------------------ | ------------------ | --- |
| 1 Vega de San José | 3 Marzagán         | 1974 (Demolición antiguo túnel (1861-1974)) 1985 (Desdoble) 1999 (Tres carriles (Variante Nuevo Túnel)) |
| 3 Marzagán         | 16 Aeropuerto      | 1964 (Un carril) 1975 (Dos carriles) 1994 (Tres carriles)                                               |
| 16 Aeropuerto      | 37 Bahía Feliz     | 1980 (Dos carriles) 2006 (Tres carriles)                                                                |
| 37 Bahía Feliz     | 46 Maspalomas      | 1990 (Dos carriles) 2006 (Tres carriles)                                                                |
| 46 Maspalomas      | 50 Pasito Blanco   | 1990 |
| 50 Pasito Blanco   | 56 Arguineguín     | 1993 |
| 56 Arguineguín     | 62 Puerto Rico     | 2003 |
| 62 Puerto Rico     | 68 Puerto de Mogán | 2013 |

## Salidas

### Tramo de autovía (Las Palmas de Gran Canaria-Aeropuerto)
La GC-1 se divide en dos tramos: el primer tramo nace a la altura de la salida de Hoya de La Plata, y surge a partir de la Avenida Marítima . Este tramo tiene la consideración de autovía, convirtiéndose en autopista a partir de la salida 16 (Aeropuerto de Gran Canaria)
| Salida | Sentido Sur (ascendente) | Sentido Sur (ascendente)       | Sentido Norte (descendente)            | Sentido Norte (descendente) | Carretera que enlaza | Notas                                                                               |
| Salida | Carriles                 | Salida                         | Salida                                 | Carriles                    | Carretera que enlaza | Notas                                                                               |
| ------ | ------------------------ | ------------------------------ | -------------------------------------- | --------------------------- | -------------------- | ----------------------------------------------------------------------------------- |
| 1      |                          | Pedro Hidalgo Hoya de La Plata | Pedro Hidalgo Hoya de La Plata         |                             |                      |                                                                                     |
| 2      |                          | Marfea Hoya del Parral         | Playa de la Laja                       |                             |                      |                                                                                     |
| 3      |                          | Mercalaspalmas Marzagán        | Mercalaspalmas Marzagán                |                             | GC-100               |                                                                                     |
| 4      |                          |                                | Tafira Siete Palmas Tamaraceite Gáldar |                             | GC-3                 | Enlace con autovías GC-4 GC-31 GC-23                                                |
| 5      |                          | Jinámar CC El Mirador          | Jinámar CC El Mirador                  |                             |                      | Barranco de las Goteras Límite municipal Telde (S) / Las Palmas de Gran Canaria (N) |
| 6      |                          | El Cortijo CC Las Terrazas     | El Cortijo CC Las Terrazas             |                             |                      |                                                                                     |
| 7A     |                          | La Pardilla                    | Zona Industrial                        |                             | GC-101               |                                                                                     |
| 7B     |                          | La Estrella Parque Comercial   | La Estrella Parque Comercial           |                             |                      |                                                                                     |
| 8      |                          | La Garita Telde Valsequillo    | La Garita Telde Valsequillo            |                             | GC-10                |                                                                                     |
| 10     |                          | Melenara Telde                 | Melenara Telde                         |                             | GC-102               |                                                                                     |
| 11     |                          | Las Huesas                     |                                        |                             |                      |                                                                                     |
| 12     |                          | Salinetas                      | Salinetas                              |                             |                      |                                                                                     |
| 13     |                          | El Goro Tufia                  | El Goro Tufia                          |                             |                      |                                                                                     |
| 15     |                          | Base Aérea Ojos de Garza       | Base Aérea Ojos de Garza               |                             | GC-140               |                                                                                     |
| 16     |                          | Aeropuerto                     | Aeropuerto                             |                             |                      |                                                                                     |

### Tramo de autopista (Aeropuerto-Puerto de Mogán)
| Salida | Sentido Sur (ascendente) | Sentido Sur (ascendente)                         | Sentido Norte (descendente)                      | Sentido Norte (descendente) | Carretera que enlaza | Notas                                                                                             |
| Salida | Carriles                 | Salida                                           | Salida                                           | Carriles                    | Carretera que enlaza | Notas                                                                                             |
| ------ | ------------------------ | ------------------------------------------------ | ------------------------------------------------ | --------------------------- | -------------------- | ------------------------------------------------------------------------------------------------- |
| 18     |                          | Carrizal Ingenio Agüimes                         | Carrizal Ingenio Agüimes                         |                             | GC-191               | Barranco del Draguillo Límite municipal Ingenio (S) / Telde (N)                                   |
| K. 20  |                          |                                                  |                                                  |                             |                      | Barranco Guayadeque Límite municipal Agüimes (S) / Ingenio (N)                                    |
| 23     |                          | Cruce de Arinaga Arinaga Agüimes                 | Cruce de Arinaga Arinaga Agüimes                 |                             | GC-100               |                                                                                                   |
| 25     |                          | Arinaga Cruce de Sardina Santa Lucía de Tirajana | Arinaga Cruce de Sardina Santa Lucía de Tirajana |                             | GC-65                | Barranco de Balos Límite municipal Santa Lucía de Tirajana (S) / Agüimes (N)                      |
| 26     |                          | Vecindario Balos                                 | Vecindario Balos                                 |                             |                      |                                                                                                   |
| 28     |                          | Vecindario Pozo izquierdo Parque comercial       | Vecindario Pozo izquierdo Parque comercial       |                             |                      |                                                                                                   |
| 31     |                          | El Doctoral Juan Grande                          | El Doctoral Juan Grande                          |                             | GC-500 GC-191        | Barranco de Tirajana Límite municipal San Bartolomé de Tirajana (S) / Santa Lucía de Tirajana (N) |
| 37     |                          | Bahía Feliz San Agustín                          | Bahía Feliz San Agustín                          |                             | GC-500               |                                                                                                   |
| 43     |                          | Playa del Inglés San Fernando                    | Playa del Inglés San Fernando                    |                             | GC-500               |                                                                                                   |
| 45     |                          | Fataga San Bartolomé                             |                                                  |                             | GC-60                |                                                                                                   |
| 46     |                          | San Fernando Maspalomas                          | San Fernando Maspalomas                          |                             | GC-500               |                                                                                                   |
| 48     |                          | Sonnenland El Tablero Centro comercial           | Sonnenland El Tablero Centro comercial           |                             |                      |                                                                                                   |
| 50     |                          | Pasito Blanco Meloneras                          | Pasito Blanco Meloneras                          |                             | GC-500               | Posiblemente, el punto de autopista situado más al sur de la Unión Europea                        |
| 53     |                          | Salobre Golf                                     | Salobre Golf                                     |                             |                      |                                                                                                   |
| 56     |                          | Arguineguín                                      | Arguineguín                                      |                             | GC-500               | Barranco de Arguineguín Límite municipal Mogán (S) / San Bartolomé de Tirajana (N)                |
| 62     |                          | Puerto Rico Tauro                                | Puerto Rico Tauro                                |                             |                      |                                                                                                   |
| 67     |                          | Taurito                                          |                                                  |                             |                      |                                                                                                   |
| 68     |                          | Mogán Puerto de Mogán                            |                                                  |                             | GC-200               |                                                                                                   |

## Municipios
- Las Palmas de Gran Canaria
- Telde
- Ingenio
- Agüimes
- Santa Lucía de Tirajana
- San Bartolomé de Tirajana
- Mogán